# 서버 사이드 스크립트 언어

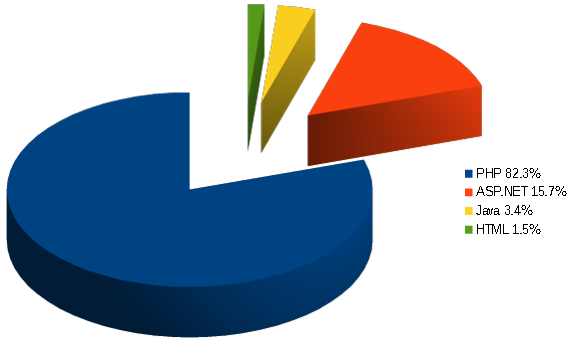
서버 사이드에 사용되는 언어

서버 사이드 스크립트 언어(server-side script 言語) (또는 서버 사이드 스크립트, 영문 명칭 server-side scripting)란 웹에서 사용되는 스크립트 언어 중 서버 사이드에서 실행되는 스크립트 언어를 말한다.

## 역사
넷스케이프는 서버 사이드 스크립트를 위해 자바스크립트의 구현을 1994년 12월에 첫 출시된(브라우저용 자바스크립트가 출시된 이후 얼마 되지 않은 시점에) 넷스케이프 엔터프라이브 서버에 도입하였다.

## 서버 사이드 렌더링
싱글 페이지 애플리케이션의 등장과 함께 서버 사이드 스크립팅에 대한 업데이트된 접근 방식인 서버 사이드 렌더링이 도입되었다. 서버 사이드 렌더링을 사용하면 정적 HTML을 서버에서 클라이언트로 보낼 수 있으며, 클라이언트 측 자바스크립트는 하이드레이션(hydration)이라는 프로세스에서 HTML 요소에 이벤트 핸들러를 첨부하여 웹 페이지를 동적으로 만든다. 서버 사이드 렌더링을 지원하는 프레임워크의 예로는 Next.js, Nuxt.js, 앵귤러, 리액트가 있다.
서버 사이드 렌더링의 대안은 정적 사이트 생성이다. 서버 사이드 렌더링을 사용하면 일반적으로 페이지가 요청당 한 번씩 서버에서 조립된다. 반면 정적 사이트 생성을 사용하면 애플리케이션이 빌드 시 모든 정적 HTML 페이지를 생성한다. 이러한 사전 빌드된 페이지는 다시 빌드할 필요 없이 각 요청 시 클라이언트로 전송된다. 이렇게 하면 모든 요청에서 새 페이지를 생성할 필요가 없으므로 렌더링 시간이 단축된다. 서버는 과거에 이미 생성한 파일을 전달하기만 하면 된다. 단점은 페이지의 일부 데이터가 변경되면 다시 빌드해야 한다는 것이다. 정적 사이트 생성 도구의 예로는 지킬과 Gatsby가 있다. 정적 사이트 생성 도구로 생성된 사이트는 종종 Netlify, Vercel 또는 깃허브 페이지에 호스팅된다.

## 대표적인 서버 사이드 스크립트 언어
- ASP/ASP.NET (*.asp/*.aspx)
- 콜드퓨전 마크업 언어 (*.cfm)
- C 서버 스크립트 (*.c)
- 자바 서버 페이지를 통한 자바 (*.jsp)
- 서버 사이드 자바스크립트를 사용한 자바스크립트 (*.ssjs)
- PHP (*.php)
- 펄 (CGI.pm 모듈을 통해. *.cgi, *.ipl, *.pl)
- SMX (*.smx)
- 파이썬 (*.py)
- 루비 (*.rb)
- 라쏘 (*.lasso)
- 웹DNA (*.dna,*.tpl)
- Node.js (*.js)

## 같이 보기
- 클라이언트 사이드 스크립트 언어
- 클라이언트-서버